# Такеока Інесу Еміко
Такеока Інесу Еміко (яп. 武岡 イネス 恵美子; нар. 1 травня 1971) — японська футболістка. Вона грала за збірну Японії.

## Клубна кар'єра
Виступала в «Nikko Securities Dream Ladies». Наприкінці сезону 1998 року вона завершила ігрову кар'єру.

## Виступи за збірну
Дебютувала у збірній Японії 21 серпня 1994 року в поєдинку проти Австрії. У складі японської збірної учасниця жіночого чемпіонату світу 1995 року. З 1994 по 1995 рік зіграла 3 матчі та відзначилася 3-а голами в національній збірній.

## Статистика виступів
| Збірна Японії | Збірна Японії | Збірна Японії |
| Рік           | Матчі         | Голи          |
| ------------- | ------------- | ------------- |
| 1994          | 1             | 0             |
| 1995          | 2             | 3             |
| Загалом       | 3             | 3             |